# Carl-Gotthard-Langhans-Schule
Die Carl-Gotthard-Langhans-Schule (CGLS) ist eine berufsbildende Schule im Landkreis Wolfenbüttel, die ihren Sitz in Wolfenbüttel hat.

## Beschreibung
Die Carl-Gotthard-Langhans-Schule ist nach dem schlesisch-preußischen Baumeister Carl Gotthard Langhans benannt. Sie zählt zu den größten Schulen im Landkreis Wolfenbüttel. Fast 70 Lehrkräfte unterrichten rund 1000 Schülerinnen und Schüler in den Berufsfeldern Farbtechnik und Raumgestaltung, Sozialpädagogik, Wirtschaft und Verwaltung, Metalltechnik, Fahrzeugtechnik, Elektrotechnik, Bautechnik, Holztechnik, Körperpflege, Hauswirtschaft, Pflege sowie Ernährung. Es gibt 23 Ausbildungsberufe mit Beschulung im dualen System sowie 24 Vollzeitschulformen. Organisatorisch ist die Schule in vier Abteilungen gegliedert. In den Fachoberschulen Wirtschaft, Technik, Ernährung/Hauswirtschaft oder Gesundheit und Soziales (Schwerpunkt Sozialpädagogik) ist es möglich, die die Hochschulzugangsberechtigung zu erwerben.

## Gebäude
Die Ursprungsbauten der Schule aus den 1950er-Jahren wiesen eine schlechte Bauqualität auf. Einige Gebäude sind bereits grundsaniert worden. Das gilt für die Sporthalle (Gebäude F) und für den flachen Teil des Unterrichtsgebäudes D. Im flachen Teil der Werkhalle Technik (Gebäude E) finden zurzeit (Stand: 2022) umfangreiche Sanierungsarbeiten statt. Die aus Sicht der Verwaltung unwirtschaftliche Sanierung der Gebäudeteile C, D und G sollen durch Neubauten ersetzt werden.

## Digitalisierung
Jeder Klassenraum verfügt über mindestens einen PC und einen Beamer. Neben den IPad-Klassen und den für den Unterricht verfügbaren Notebooks hat jeder Gebäudeteil mindestens einen Computerraum. Einige Klassenräume sind mit Smartboards ausgestattet. Die Internetversorgung erfolgt über Glasfaser.

## Schulpartnerschaften
Seit etwa dem Jahr 2000 führt die Schule Schulpartnerschaften im Ausland. Jährlich fahren Schüler nach Wrzesnia in Polen an die Schule Zespół Szkół Politechnicznych, und es kommen polnische Schüler dieser Schule an die Carl-Gotthard-Langhans-Schule.
Mit dem Beginn des Schuljahres 2018/19 begann die Partnerschaft mit der Fachberufsschule in Wolfsburg. Gefördert durch das Programm entwickelte sich eine grenzenlose, elektrische Mobilität.

## Schulkooperationen
Seit 2017 ist die Carl-Gotthard-Langhans-Schule offizieller Kooperationspartner der Deutschen Stammzellspenderdatei „Partner fürs Leben“, die bei der Suche nach Stammzellenspendern für an Leukämie erkrankte Menschen hilft.

## Auszeichnungen
- 2018 – Anerkennungskunde für „besondere Verdienste für die Berufsausbildung“[8]